# هشام قواسمة
هشام قواسمة شاعر أردني ولد في مدينة الطفيلة جنوب الأردن في الثاني من آذار عام 1972. أكمل دراسته الثانوية في مدارس الطفيلة، ثم أتم دراسته الجامعية في جامعة مؤتة متخصصاً باللغة العربية.  واكمل دراساته العليا فيها عين معلماً في مدارس التربية والتعليم. عمل في التعليم إلى الإشراف على المسابقات الثقافية والفنية والمسرحية في مديرية التربية والتعليم، ثم رئيسا لقسم العمل التطوعي والرحلات ثم مديرا النشاطات الثقافية والفنية في مركز الوزارة ثم مديرا للشؤون الإدارية والمالية في عدد من مديريات التربية في عمان.

## دواوين
- ديوان (رحيل النوارس) - 2001.
- ديوان (سطور الملح) - 2004.
- ديوان (قال شيئاً ومضى) - 2010.

## مساهمات
- شارك في العديد من الأمسيات الشعرية داخل الأردن وسوريا ومصر.
- شارك في مهرجان الشعر العربي إلى جانب كبار شعراء الوطن العربي.
- شارك في العديد من المهرجانات الثقافية.
- أجريت معه لقاءات متعددة في الإذاعة الأردنية.